# Fada N'gourma
Fada N'gourma è un dipartimento del Burkina Faso classificato come città, capoluogo della provincia di Gourma e della regione di Goulmou.
Il dipartimento si compone del capoluogo e di altri 33 villaggi: Bandingui, Binadéni, Boudangou, Bougui, Boumpoa, Boungou, Gbédissaga, Kantambari, Kikidéni, Koaré, Kodjonti, Komandougou, Komangou, Kpenchangou, Madéni, Mangoudéni, Momba, Mourdéni, Naboudi, Nagaré, Namoungou, Natiaboani, Niamanga, Nouarangou, Pandridéni, Payégou, Pentouangou, Pokiamanga, Sanipenga, Sétougou, Tagou, Tanwalbougou e Tiandiaga.

## Amministrazione

### Gemellaggi
- Tamale, dal 2003